# Amália (Film)
Amália, o Filme (Portugiesisch für: Amália, der Film) ist ein Biopic des portugiesischen Filmregisseurs Carlos Coelho da Silva aus dem Jahr 2008.

## Handlung
Amália Rodrigues, die weltbekannte Fadosängerin, befindet sich an einem Herbstabend in einem Hotelzimmer hoch über New York City 1984 an einem seelischen und körperlichen Tiefpunkt. Krebskrank, von Selbstmordgedanken geplagt und mit Videokassetten von Fred-Astaire-Filmen als einzigem Trost, lässt sie ihr Leben vor ihrem geistigen Auge Revue passieren.
Der Zuschauer sieht sie unter der frühen Trennung und glücklosen Wiedervereinigung ihrer Eltern leiden und begleitet sie während ihrer entbehrungsreichen Kindheit mit ihrer verhärteten Mutter. Ihre frühe Ehe mit dem unsteten Gitarristen Francisco Cruz und dem sich unaufhaltsam weiter steigernden Erfolg, der ihre baldige Trennung beschleunigt. Und während sie privat danach weiter nicht zur Ruhe kommt, zwischen dem unschönen Ende ihrer leidenschaftlichen Affäre mit dem heuchlerischen Playboy Eduardo Ricciardi und einer verlockenden Ehe mit dem so ernsthaften wie reichen Bankier Espírito Santo, verhindert durch dessen frühen Tod, entwickelt sie sich zur international gefeierten Sängerin. Mit dem Verlust des Bankiers geht auch ihre Hoffnung auf eine verlässlichere Zukunft verloren und sie lässt sich danach auf eine lediglich auf alte Vertrautheit beruhende, emotional und körperlich unbefriedigend bleibende Ehe mit dem brasilianischen Unternehmer César Seabra ein.
Intrigen in ihrem persönlichen Umfeld und politische Fallstricke in der Estado Novo-Diktatur machen ihr das private und berufliche Leben schwer, bis ihr schließlich auch ihre Gesundheit Probleme bereitet. Einen der wenigen glücklichen Momente erlebt sie dann, als sie sowohl den Gegenwind des Zeitgeistes in den Jahren nach der Nelkenrevolution 1974 als auch ihren späteren persönlichen Tiefpunkt überwindet und schließlich im Coliseu dos Recreios frenetisch gefeiert wird und nun, im Spätherbst ihres künstlerischen und privaten Lebens, wie Phönix aus der Asche zu einem nationalen Symbol wird.

## Produktion
Die Dreharbeiten begannen am 9. Juni 2008 und erstreckten sich über etwa 2 Monate und über 85 Szenen an 45 verschiedenen Plätzen in Portugal, vor allem in Lissabon, darunter auch die Originalwohnung von Amália in der Rua de São Bento (seit 2001 als Casa-Museu Amália Rodrigues ein Museum), aber auch in Peso da Régua, Espinho, Aveiro und Buçaco, dazu erfolgten Aufnahmen in den Studios der Valentim de Carvalho-Filmgesellschaft in Paço de Arcos. Der Film markierte den Einstieg der bislang im Fernsehgeschäft tätigen Valentim de Carvalho Produktionsgesellschaft in die Kinoproduktion.
Der Film kostete etwa 3 Mio. Euro und galt damit als die bis dahin teuerste portugiesische Filmproduktion aller Zeiten. Sie entstand in Koproduktion der Valentim de Carvalho Filmes (die Filmproduktionsgesellschaft der Valentim de Carvalho) und des öffentlich-rechtlichen Fernsehsenders RTP, mit finanzieller Beteiligung des Filmförderfonds Fundo de Investimento para o Cinema e o Audiovisual (FICA).
Im Film sind zahlreiche Fados zu hören, überwiegend Originalaufnahmen von Amália Rodrigues, gelegentlich aber auch von verschiedenen Schauspielern im Film interpretierte Klassiker und ein Duett von Carla Chambel (als Amálias Schwester Celeste Rodrigues) mit Sandra Barata Belo (als Amália), die jedoch, wie im gesamten Film, ihre Lippen synchron zum Playback der Originalstimme Amálias bewegt.
Amália geht auf das gleichnamige und enorm erfolgreiche Musical des Regisseurs Filipe La Féria aus dem Jahr 2000 zurück, das sechs Jahre lang am Lissabonner Teatro Politeama lief.

## Rezeption
Nach einer Vorpremiere am 25. November 2008 im Teatro Camões in Lissabon kam der Film am 4. Dezember 2008 in die portugiesischen Kinos. Mit 214.614 verkauften Eintrittskarten wurde der Film danach ein enormer Publikumserfolg. Es war die publikumsstärkste portugiesische Filmproduktion des Jahres und gehört damit (Stand Januar 2022) zu den zehn erfolgreichsten Filmen seit 2004 (Beginn der öffentlich geführten Box-Office-Zahlen des ICA). Der Film wurde zudem in über 20 weitere Länder verkauft, wo er in Kinos und Fernsehen lief.
Amália lief danach auf einigen Filmfestivals, wo er gelegentlich für Filmpreise nominiert wurde, etwa beim Cairo International Film Festival. Er wurde danach mit den portugiesischen Preisen Globo de Ouro 2009 und CinEuphoria Awards 2010 (beide für die beste weibliche Hauptdarstellerin) ausgezeichnet und gewann für seine Filmmusik den International Film Music Critics Award (für Nuno Malo als bester neuer Filmmusikkomponist des Jahres).
Die Familienangehörigen Amálias, die erfolglos die Aufführung des Filmes gerichtlich zu unterbinden versucht hatten, protestierten öffentlich gegen den Film. Der Film zeige ein nicht der Realität entsprechendes Bild von Amália, die sich im Film ungleich respektloser als im echten Leben ausdrücke, von ihrer Mutter im Gegensatz zur Filmgeschichte von Beginn an unterstützt wurde und mit ihr sogar zusammen gesungen habe (wovon die Familie Mitschnitte besitze), und ihre Bekanntschaft zum Bankier Ricardo Espírito Santo sehr viel unverbindlicher als gezeigt gewesen sei.
Auch die Filmkritik bemängelte häufig die vielen Ungenauigkeiten, etwa dass Amália Rodrigues 1974 nicht im Coliseu dos Recreios beschimpft wurde, sondern erst 1985 dort auftrat und dann gefeiert wurde. Die größten Kritikpunkte der teilweise vernichtenden Kritiken bestanden jedoch zum einen in den sämtlich holzschnittartig angelegten Nebenfiguren, die den Schauspielern meist keine Möglichkeit ließen, einer ausdruckslosen Darbietung zu entgehen, und zum anderen in dem künstlerisch anspruchslosen, insgesamt rührseligen und durchsichtigen Film, der mehr den Sehgewohnheiten eines Telenovela- denn eines Kinopublikums entspräche. So schrieb Jorge Leitão Ramos in seiner Filmkritik vom 6. Dezember 2008 in der Wochenzeitung Expresso, Amália Rodrigues habe eine würdigere Ehrung verdient, und nicht nur einen besseren Fernsehfilm mit liebloser Beleuchtung, beschränkten Szenenbildern, Telenovela-Dialogen, belanglosen Make-ups und ohne emotionale Tiefe. Die positiven Filmkritiken hoben dagegen die zugängliche Dramatik des Films hervor, lobten die Leistung der Hauptdarstellerin und sahen in dem Werk lediglich einen soliden Unterhaltungsfilm mit biografischem Bezug zu einer übergroßen und ewigen Persönlichkeit, der vielen Zuschauern deshalb besonders nahegehen werde. Die Hauptdarstellerin wurde, als eine der wenigen Konstanten aller Kritiken, durchweg gelobt. Gelegentlich wurden dem Film gleichzeitig massive Schwächen und ein hoher Unterhaltungswert für Fernseh-gewöhntes Publikum attestiert, so dass man ihm zutraute, einen Teil des breiten Publikums auf diesem Weg erneut dem portugiesischen Kino anzunähern oder zumindest an die Existenz und Bedeutung portugiesischen Filmschaffens zu erinnern.
Der Film lief 2009 als Miniserie im portugiesischen Fernsehen, bei RTP1, wo er danach mehrfach wiederholt wurde, so am 5. Oktober 2020 und, als Zweiteiler, im Juli 2021.
Amália, o Filme erschien am 26. März 2009 bei Valentim de Carvalho in Portugal als DVD und Blu-ray Disc.